# Dariusz Majchrzak (oficer)
Dariusz Majchrzak (ur. 16 grudnia 1972 w Dąbrowie Górniczej) – pułkownik Wojska Polskiego, doktor habilitowany nauk społecznych, prorektor ds. wojskowych Akademii Sztuki Wojennej.

## Życiorys

### Wykształcenie
Jest absolwentem Wyższej Szkoły Oficerskiej im. Tadeusza Kościuszki (1995), Akademii Obrony Narodowej (AON) (2004), w dziedzinie nauk społecznych w zakresie nauk o bezpieczeństwie uzyskał stopień naukowy doktora (2010) oraz doktora habilitowanego (2015) w AON.

### Służba wojskowa
Służbę wojskową rozpoczął w 1991. Po ukończeniu Wyższej Szkoły Oficerskiej im. Tadeusza Kościuszki we Wrocławiu w 1995 objął pierwsze stanowisko służbowe w 34 Brygadzie Kawalerii Pancernej w Żaganiu na stanowisku dowódcy plutonu czołgów. Następnie w latach 1999-2002 pełnił obowiązki na stanowisku dowódcy kompanii czołgów w 34 BKPanc. 
Od 2004, po ukończeniu AON, pełnił służbę na stanowisku asystenta w Zakładzie Sztuki Operacyjnej i Taktyki Wydziale Wojsk Lądowych w AON w Warszawie. 
Od 27.07.2005 do 30.01.2006 pełnił służbę jako starszy specjalista w Dywizyjnej Grupie Doradczo - Szkoleniowej w ramach Polskiego Kontyngentu Wojskowego w Republice Iraku. Wielokrotnie uczestniczył w organizowaniu i prowadzeniu ćwiczeń zarówno na szczeblu narodowym, jak i międzynarodowym. W latach 2008–2011 pełnił obowiązki starszego wykładowcy w Centrum Doskonalenia Kursowego Oficerów AON. 
W 2010 obronił rozprawę doktorską nt.: Przygotowanie grup bojowych sił reagowania Unii Europejskiej do udziału w operacjach reagowania kryzysowego. 
W 2015 uzyskał stopień doktora habilitowanego w naukach o bezpieczeństwie, jest autorem monografii habilitacyjnej pt. Bezpieczeństwo Militarne Polski. 
Od 2011 do 2012 pełnił obowiązki adiunkta w Zakładzie Zarządzania Kryzysowego, następnie od 2012 do roku 2015 był kierownikiem Zakładu Zarządzania Kryzysowego i Ochrony Ludności a od 2015 do 2016 był dyrektorem Instytutu Prawa i Administracji na Wydziale Bezpieczeństwa Narodowego AON. 
Aktualnie (2022) zajmuje stanowisko prorektora ds. wojskowych Akademii Sztuki Wojennej.
W swojej działalności naukowej zajmuje się problematyką bezpieczeństwa narodowego i międzynarodowego, skupiając swój wysiłek badawczy takich obszarach jak identyfikacja zagrożeń skutkujących sytuacjami kryzysowymi i kryzysami; teoretycznymi i praktycznymi aspektami zarządzania kryzysowego oraz zarządzaniem kryzysowym w ujęciu międzynarodowym, głównie w perspektywie działalności UE. Organizator konferencji naukowych, w tym międzynarodowych, m.in. trzech edycji ogólnopolskiej konferencji naukowej pt. Zarządzanie kryzysowe w systemie bezpieczeństwa narodowego.

## Wybrane publikacje
- Znaczenie systemu zarządzania kryzysowego w kształtowaniu bezpieczeństwa narodowego (2011)
- Europejska Polityka Bezpieczeństwa i Obrony (2011)
- Reagowanie kryzysowe w Unii Europejskiej (2012)
- New threats for European Union in the face of new challenges (2013)
- Zarządzanie kryzysowe jako zorganizowane działania odpowiedzialnych organów i podmiotów (2013)
- Zarządzanie kryzysowe w wymiarze lokalnym. Organizacja, procedury, organy i instytucje (2014)
- Bezpieczeństwo militarne Polski (2015)

## Awanse
- podporucznik – 1995
- porucznik – 1998
- kapitan – 2002
- major – 2004
- podpułkownik – 2008
- pułkownik – 2012

## Ordery, odznaczenia i wyróżnienia
- Srebrny Medal za Długoletnią Służbę
- Srebrny Medal „Siły Zbrojne w Służbie Ojczyzny”
- Złoty Medal „Za zasługi dla obronności kraju”
- Gwiazda Iraku